# Sándor Sára

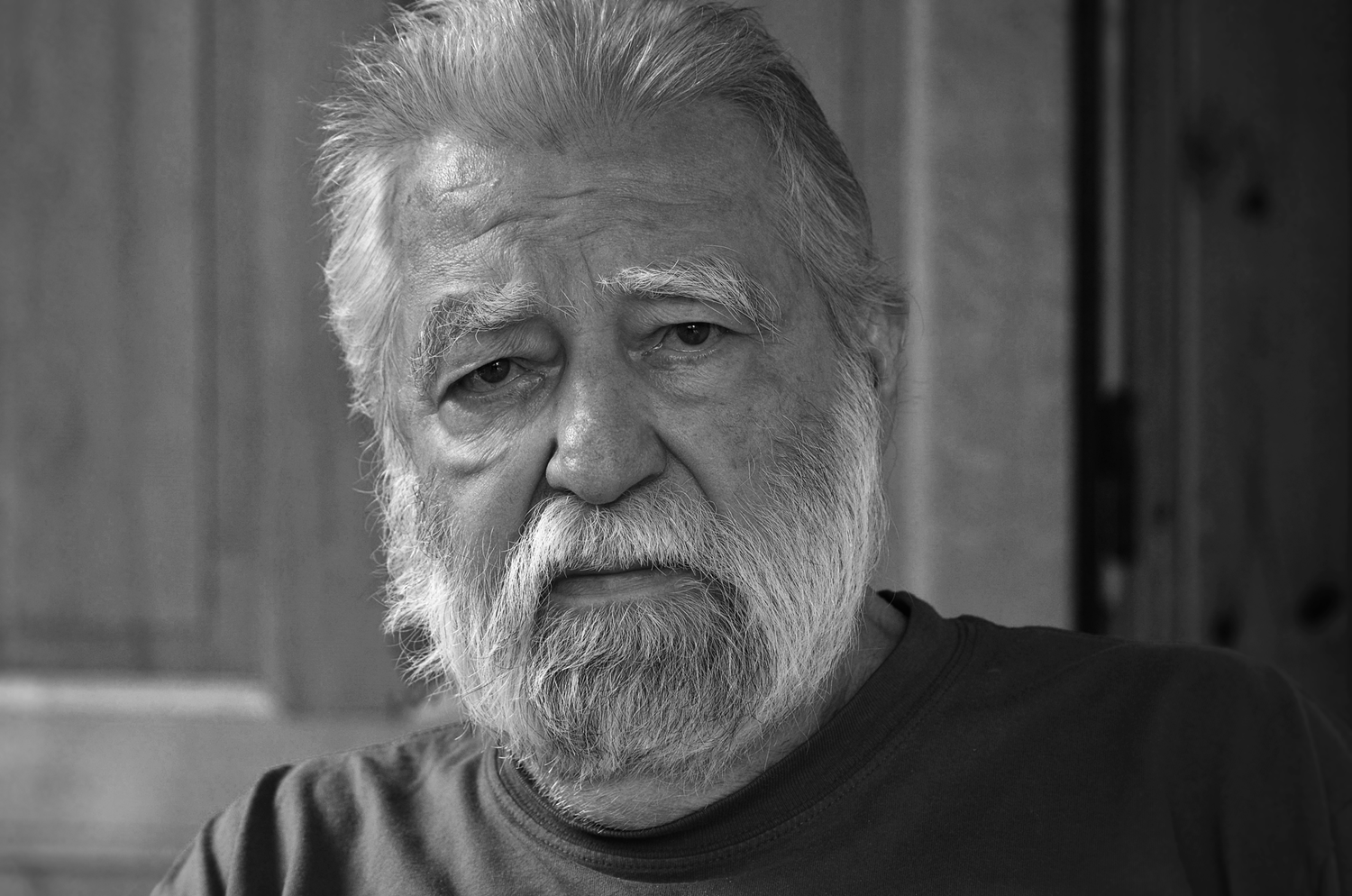
Sándor Sára (2019)

Sándor Sára [ˈʃaːndor ˈʃaːrɒ] (* 28. November 1933 in Tura; † 22. September 2019 in Budapest) war ein ungarischer Filmschaffender und Medienmanager.

## Leben
Sára erwarb 1957 einen Abschluss als Kameramann an der Budapester Schauspiel- und Filmhochschule, wo er bei György Illés studierte, er wirkte an Filmen der ungarischen „Neuen Welle“ der 1960er-Jahre mit (etwa als Kameramann von István Szabós Filmen Apa, 1966) und Budapester Legende (1977), und er war auch als Regisseur tätig. In den 1980er-Jahren wirkte Sára vor allem als Dokumentarfilmer. Von 1993 bis 1996 war er Generaldirektor, 1996 bis 2000 Vorsitzender des 1992 gegründeten ungarischen TV-Satellitensenders Duna TV, der 1999 den UNESCO-Preis für den besten Kultur-Fernsehsender erhielt. Neben seinen vielseitigen Verpflichtungen ist Sára auch als künstlerischer Fotograf mit Ausstellungen hervorgetreten.
Sára, der für ein eher konservatives, heimatverbundenes Ungarnbild stand und beachtenswerte Dokumentarfilme über die ungarische Armee im Zweiten Weltkrieg und ungarische Frauen im Gulag gedreht hat, erhielt zahlreiche Preise und Auszeichnungen. Unter anderem wurde er 1978 und erneut 2018 mit dem Kossuth-Preis ausgezeichnet.

## Filmographie
Regie und Drehbuch
- 1968: Der geworfene Stein (Feldobott kő) – auch Kamera
- 1974: Morgen gibt’s Fasan (Holnap lesz fácán) – auch Kamera
- 1978: 80 Husaren (80 Huszár) – auch Kamera
- 1988: Splitter unterm Nagel (Tüske a köröm alatt)

Kamera
- 1964: Wirbel (Sodrásban)
- 1967: Festtage (Ünnepnapok)
- 1972: Sindbad (Szindbád)
- 1973: Feuerwehrgasse 25 (Tűzoltó utca 25.)
- 1973: Jenseits der Zeit (Nincs idő)
- 1974: Schneefall (Hószakadás)
- 1976: Das Niemandskind (Árvácska)
- 1977: Budapester Legende (Budapesti mesék)
- 1980: Circus maximus
- 1980: Das Match (A mérkőzés)